# Happy End im La-La-Land
Happy End im La-La-Land ist das sechste Studioalbum des deutschen Sängers Stefan Stoppok und erschien 1993 bei Chlodwig Musik.

## Titelliste
1. So gemeint – 3:35
2. Tage wie dieser – 4:05
3. So einfach ist das – 3:24
4. Wenn Du weggehst – 3:24
5. Wetterprophet – 3:58
6. Dumpfbacke – 3:45
7. Gelandet – 3:10
8. Wie tief kann man sehen – 4:52
9. Denk da lieber nochmal drüber nach – 3:30
10. Er weiss Bescheid – 4:20
11. Happy End I – 3:35
12. Happy End II – 5:27
13. Der Kühlschrank – 3:30

## Charts und Chartplatzierungen
| ChartsChartplatzierungen | Höchstplatzierung | Wochen |
| ------------------------ | ----------------- | ------ |
| Deutschland (GfK)        | 26 (8 Wo.)        | 8      |